# 鈴木惠子
铃木惠子（すずきけいこ，8月31日—），日本女性声优，出生于大阪府。现在是Aslead Company旗下的声优。

## 参与作品

### 电视动画
2007年
- CLANNAD（少女〈河南子〉）

2012年
- Little Busters!（三枝葉留佳、二木佳奈多）

2013年
- Little Busters! ～Refrain～（三枝葉留佳）

2016年
- Rewrite（中津静流、幼年天神）

2017年
- Rewrite 2nd Season -Moon篇 Terra篇-（中津靜流、幼年天神）
- 野良與皇女與流浪貓之心（旁白、野良的母親）

2021年
- 鍵等（三枝葉留佳、中津静流、星野夢美、二木佳奈多、坂上鷹文、河南子）

### OVA
2014年
- Little Busters! EX（三枝葉留佳、二木佳奈多）

2021年
- planetarian～雪圈球～（星野夢美）

### 劇場版動畫
2016年
- Planetarian～星之人～（星野夢美）

2021年
- 劇場版 Kud Wafter（三枝葉留佳、二木佳奈多）

### 網路動畫
2016年
- planetarian 星之夢（星野梦美）

### 游戏
- 神曲奏界（ツゲ・ユフィンリー、ミゼルドリット）
- 許嫁（スティンローラ・グラナ・ミシェール）
- 星之夢（星野梦美）
- デモンパラサイト 〜悪魔のような天使の彼女〜（希爾達）
- 智代After ～It's a Wonderful Life～（鷹文和河南子）（PS2版、Xbox360版）
- Little Busters!（三枝葉留佳和二木佳奈多）
- Little Busters! Converted Edition（三枝葉留佳和二木佳奈多）
- Rewrite（中津静流）
- Rewrite Harvest festa!（中津静流）
- Kud Wafter（二木佳奈多）
- （三枝葉留佳）